# Ilumina (serie de televisión)
Ilumina es una serie de televisión filipina de fantasía dramática de 2010 transmitida por GMA Network . Dirigida por Mark A. Reyes y Topel Lee, está protagonizada por Rhian Ramos, Aljur Abrenica y Jackie Rice. Se estrenó el 2 de agosto de 2010 en la alinación de Telebabad de la cadena reemplazando a Diva. La serie concluyó el 19 de noviembre de 2010 con un total de 80 episodios.

## Reparto y personajes
Reparto principal
- Rhian Ramos como Romana Sebastian[1]
- Jackie Rice como Krisanta Sebastian[1]
- Aljur Abrenica como Iñigo Salcedo[1]

Reparto secundario
- Cesar Montano como Romano Sebastian[1]
- Ara Mina como Elsa Sebastian[1]
- Christopher de Leon como Frederico Salcedo[1]
- Jean García como Elvira Montero Azardon de Salcedo y Melina Montero Azardon de Sebastian[1]
- Paulo Avelino como Antonio Martinez[1]

Espíritus de poder
- Carla Abellana como Hannah
- Bianca King como Raina
- Sam Pinto como Elizaria

Hechiceros Blancos
- Rochelle Pangilinan como Elena
- Cara Eriguel como Sasha
- Yassi Pressman como Ayra
- Izzy Trazona como Shanti
- Amy Perez como Felina
- Ella Cruz como Czarina
- Mia Pangyarihan como Micah
- Mika dela Cruz como Sinukuan

Hechiceros negros
- Pen Medina como Francisco
- Arthur Solinap como Carpio
- Mara Lopez como Ester
- Carlene Aguilar como Salve
- Jake Vargas como Eliseo[1]
- Kiel Rodríguez como Chiron

Mortales
- Bea Binene como Evelina Abella[1]
- Lexi Fernandez como Stephanie Martinez[1]
- Sef Cadayona como Renato
- Jillian Ward como Shina
- Edwin Reyes como un alcalde
- Jen Rosendahl como Carmen
- Deborah Sun como Pilar
- Nicole Dulalia como Tina

Reparto invitado
- Daniella Amable como Romana Sebastian de joven
- Franchezka Lunar como Krisanta Sebastian de joven

## Calificaciones
Según las calificaciones de televisión de Mega Manila People / Individual de AGB Nielsen Filipinas, el episodio piloto de Ilumina obtuvo una calificación del 14,9%. Mientras que el episodio final obtuvo una calificación del 15%.

## Reconocimientos
| Año  | Premios                              | Categoría                                    | Serie   | Resultado | Ref.  |
| ---- | ------------------------------------ | -------------------------------------------- | ------- | --------- | ----- |
| 2011 | 25th PMPC Star Awards for Television | Mejor serie de televisión en horario estelar | Ilumina | Nominado  | [ 4 ] |